# صمد قاسم‌پور
صمد قاسم‌پور (زادهٔ ۱۳۳۷ در تبریز) نمایندهٔ حوزهٔ انتخابیهٔ تبریز در دورهٔ پنجم مجلس شورای اسلامی بوده‌است.